# Kabinett Poincaré III

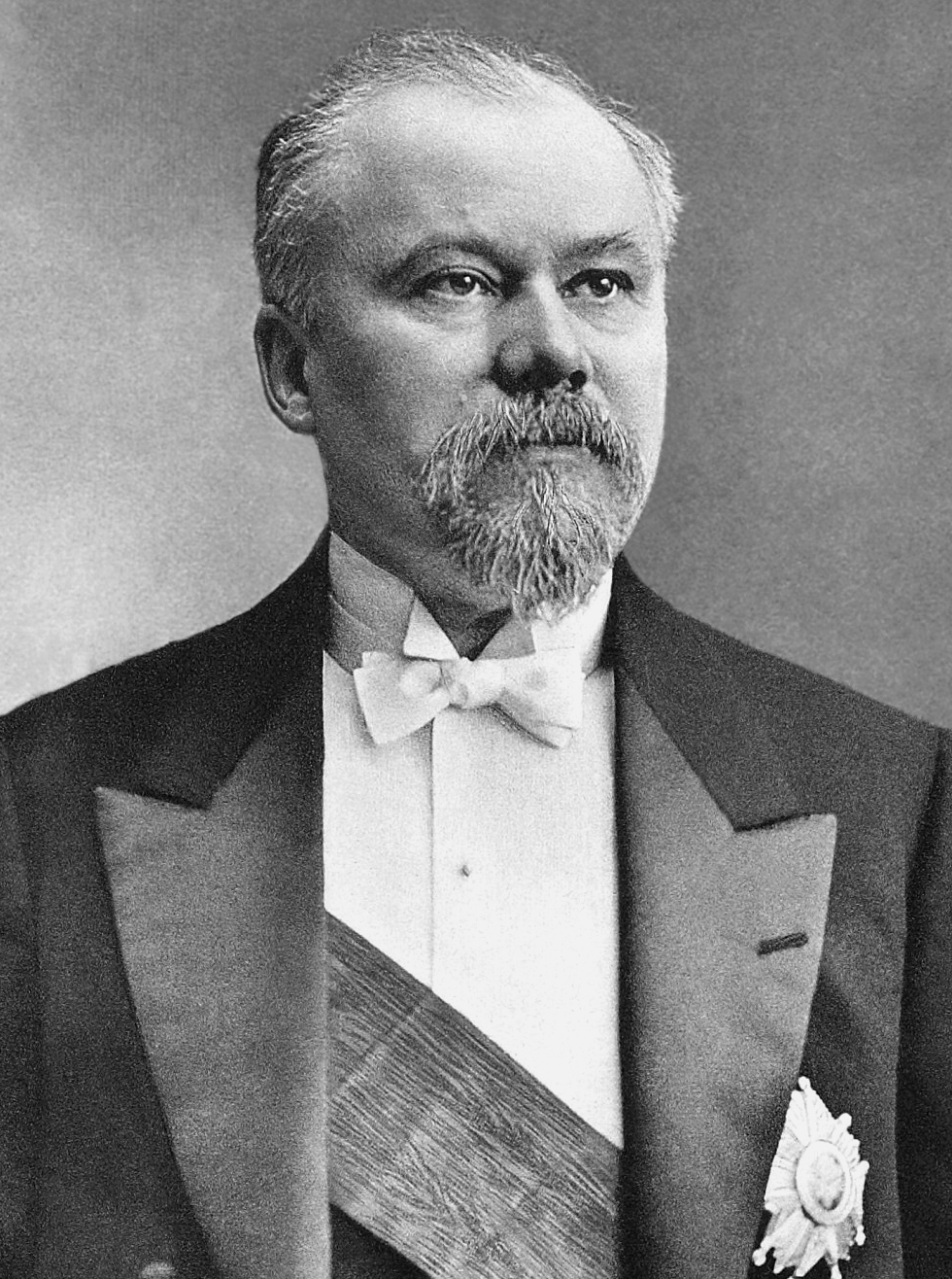
Raymond Poincaré war von 1912 bis 1913, 1922 bis 1924 sowie 1926 bis 1929 drei Mal Premierminister Frankreichs sowie zwischen 1913 und 1920 Staatspräsident

Das dritte Kabinett Poincaré war eine Regierung der Dritten Französischen Republik. Es wurde am 29. März 1924 von Premierminister (Président du Conseil) Raymond Poincaré gebildet und löste das Kabinett Poincaré II ab. Es blieb bis zum 9. Juni 1924 im Amt und wurde daraufhin vom Kabinett François-Marsal abgelöst.
Dem Kabinett gehörten Minister des Bloc national (Parti républicain démocratique et social (PRDS) und Fédération républicaine (FR)) sowie Abweichler der Parti républicain, radical et radical-socialiste (PRRRS) an.

## Kabinett
Dem Kabinett gehörten folgende Minister an:
| Amt                                                                           | Name                     | Partei | Beginn der Amtszeit | Ende der Amtszeit |
| ----------------------------------------------------------------------------- | ------------------------ | ------ | ------------------- | ----------------- |
| Premierminister                                                               | Raymond Poincaré         | PRDS   | 29. März 1924       | 9. Juni 1924      |
| Außenminister                                                                 | Raymond Poincaré         | PRDS   | 29. März 1924       | 9. Juni 1924      |
| Innenminister                                                                 | Justin de Selves         | PRDS   | 29. März 1924       | 9. Juni 1924      |
| Justizminister                                                                | Edmond Lefebvre du Prey  | FR     | 29. März 1924       | 9. Juni 1924      |
| Finanzminister                                                                | Frédéric François-Marsal | FR     | 29. März 1924       | 9. Juni 1924      |
| Kriegsminister                                                                | André Maginot            | PRDS   | 29. März 1924       | 9. Juni 1924      |
| Marineminister                                                                | Maurice Bokanowski       | PRDS   | 29. März 1924       | 9. Juni 1924      |
| Minister für öffentlichen Unterricht, schöne Künste und technische Ausbildung | Henry de Jouvenel        |        | 29. März 1924       | 9. Juni 1924      |
| Minister für öffentliche Arbeiten                                             | Yves Le Trocquer         | PRDS   | 29. März 1924       | 9. Juni 1924      |
| Arbeitsminister                                                               | Daniel Vincent           | PRRRS  | 29. März 1924       | 9. Juni 1924      |
| Gesundheitsminister                                                           | Daniel Vincent           | PRRRS  | 29. März 1924       | 9. Juni 1924      |
| Minister für Handel und Industrie                                             | Louis Loucheur           | PRDS   | 29. März 1924       | 9. Juni 1924      |
| Minister für Post und Telegrafie                                              | Louis Loucheur           | PRDS   | 29. März 1924       | 9. Juni 1924      |
| Kolonialminister                                                              | Jean Fabry               | PRDS   | 29. März 1924       | 9. Juni 1924      |
| Landwirtschaftsminister                                                       | Joseph Capus             | PRDS   | 29. März 1924       | 9. Juni 1924      |
| Pensionsminister                                                              | André Maginot            | PRDS   | 29. März 1924       | 9. Juni 1924      |
| Minister für befreite Gebiete                                                 | Louis Marin              | FR     | 29. März 1924       | 9. Juni 1924      |

## Historische Einordnung
Am 18. April akzeptierte Frankreich den Dawes-Plan zur Reduzierung der Reparationsforderungen an Deutschland.
Die Regierungskoalition musste bei der Parlamentswahl im Mai 1924 eine Niederlage hinnehmen – das Cartel des Gauches erreichte 287 der 591 Sitze – und Poincaré trat daraufhin zurück.